# Узкотелая златка двупятнистая
Узкотелая златка двупятнистая, или узкотелая златка двухточечная, или узкотелая златка комлевая, или узкобрюх (лат. Agrilus biguttatus), — вид жуков из семейства златок.

## Описание
Длина тела взрослых насекомых (имаго) составляет 8—13 мм, личинок — до 40 мм. Тело зелёное, сине-зелёное, бронзово-зелёное, реже синее. Развиваются на различных видах дуба, считается вредителем этого растения.
Нативный ареал включает Европу, Северную Африку и Сибирь.
Среди естественных врагов отмечены дятлы, паразитические насекомые-наездники, включая Spathius curvicaudus, S. ligniarius, S. radzayanus, Atanycolus neesii и Deuteroxorides elevator.

## Синонимы
В синонимику вида входят следующие биномены:
- Agrilus bicolor Fleischer, 1930
- Agrilus pannonicus (Piller & Mitterpacher, 1783)
- Buprestis pannonicus Piller & Mitterpacher, 1783
- Cucujus octoguttatus Geoffroy in Fourcroy, 1785